# Asirski Sončev mrk
Asirski Sončev mrk, znan tudi kot Bur-Sagalejev mrk, je bil Sončev mrk, zabeležen na asirskih seznamih eponimov, ki se je zgodil najverjetneje v devetem letu vladanja kralja Ašur-dana III. Mrk je identičen z mrkom, ki se je zgodil 15. junija 763  pr. n. št. (proleptični julijanski koledar).
Zapis v kroniki se glasi: 
"[leto] Bur-Sagaleja iz Guzane. Upor v mestu Ašur. V mesecu simanuju Sončev mrk."
Bur-Sagale, katerega ime se bere tudi Bur-Saggile, Pur-Sagale ali Par-Sagale) je bil uradnik (limmu) v tem eponimnem letu. 
Henry Rawlinson je že leta 1867 kot najverjetnejšega kandidata za asirski mrk prepoznal skoraj popoln Sončev mrk 15. junija 763 pr. n. št. Mesec simanu je verjetno ustrezal majski/junijski lunaciji. Mrk je bil viden v severni Asiriji malo pred poldnevom. Datum mrka je podkrepljen s še drugimi astronomskimi opazovanji iz tistega obdobja.
Sončev mrk je ključ za absolutno datiranje dogodkov v staroveškem Bližnjem vzhodu v asirskem obdobju.

## Sklica
1. ↑  Rawlinson, Henry Creswicke. "The Assyrian Canon Verified by the Record of a Solar Eclipse, B.C. 763". The Athenaeum: Journal of Literature, Science and the Fine Arts, 2064 (18. maj 1867): 660-661.
2. ↑   Hermann Hunger. "Zur Datierung der neuassyrischen Eponymenliste," Altorientalische Forschungen, 35 (2, 2008): 323-325.